# Rakitnica (Virje)
Rakitnica je naselje u sastavu Općine Virje, u Koprivničko-križevačkoj županiji.
U potresu na Bilogori 1938. u Rakitnici bilo je srušeno 26 kuća, isto toliko je oštećenih, a čitava je ostala samo jedna zgrada od ukupno 80. Nešto manje, ali vrlo jako, stradala su i obližnja sela Šemovci i Kegljevac, a najbolje je, kao nekim čudom, prošla Hampovica, koja je smještena u sredini tih mjesta.

## Stanovništvo
Prema popisu iz 2011. naselje je imalo 136 stanovnika.
| broj stanovnika | 126   | 121   | 144   | 160   | 164   | 198   | 311   | 268   | 250   | 260   | 231   | 216   | 191   | 158   | 141   | 136   | 107   |
|                 | 1857. | 1869. | 1880. | 1890. | 1900. | 1910. | 1921. | 1931. | 1948. | 1953. | 1961. | 1971. | 1981. | 1991. | 2001. | 2011. | 2021. |